# Jacek Osuch
Jacek Piotr Osuch (ur. 28 sierpnia 1958 w Olkuszu) – polski polityk i przedsiębiorca, od 2007 poseł na Sejm VI, VII, VIII, IX i X kadencji, w latach 2019–2023 sekretarz stanu w resortach odpowiedzialnych za sport.

## Życiorys
Ukończył wyższe studia techniczne na Wydziale Maszyn Górniczych i Hutniczych Akademii Górniczo-Hutniczej w Krakowie. Zajmował się prowadzeniem działalności gospodarczej. W 2006 uzyskał mandat radnego rady miasta Olkusz z listy Prawa i Sprawiedliwości, przewodniczył Komisji Praworządności i Samorządności.
Z ramienia PiS w wyborach parlamentarnych w 2007 uzyskał mandat posła na Sejm VI kadencji. Startował w okręgu krakowskim, otrzymując 2458 głosów. W 2010 ubiegał się o urząd burmistrza Olkusza, przegrał w drugiej turze z poparciem 38,4% głosów. W wyborach w 2011 z powodzeniem ubiegał się o reelekcję, dostał 10 997 głosów. W 2015 został ponownie wybrany do Sejmu, otrzymując 10 219 głosów.
W czerwcu 2019 został powołany na stanowisko sekretarza stanu w Ministerstwie Sportu i Turystyki oraz pełnomocnika rządu ds. infrastruktury sportowej. W wyborach w tym samym roku uzyskał ponownie mandat poselski, zdobywając 12 150 głosów. W listopadzie 2019, po przekształceniach w strukturze ministerstw, przeszedł na funkcję sekretarza stanu w Ministerstwie Sportu. Po przekształceniach w strukturze ministerstw i utworzeniu w marcu 2021 Ministerstwa Kultury, Dziedzictwa Narodowego i Sportu został powołany na sekretarza stanu w MKDNiS. Po reaktywacji Ministerstwa Sportu i Turystyki w październiku 2021 pozostał na funkcji sekretarza stanu w tym resorcie. 
W 2023 został wybrany do Sejmu X kadencji, zdobywając 10 386 głosów. W tym samym roku zakończył pełnienie funkcji w administracji rządowej.